# Myroslav Slabošpyc'kyj
Myroslav Mychajlovyč Slabošpyc'kyj (in ucraino Мирослав Михайлович Слабошпицький?; Kiev, 17 ottobre 1974) è un regista e sceneggiatore ucraino, noto per il suo film in lingua dei segni ucraina The Tribe (2014).

## Filmografia

### Regista e sceneggiatore
- Chach – cortometraggio (2006)
- Diahnoz – cortometraggio (2009)
- Hluchota, episodio di Mudaky. Arabesky (2010)
- Jaderni vidchody, episodio di Ucraïno, Goodbye! (2012)
- The Tribe (Plem"ja) (2014)

### Produttore
- Chach – cortometraggio (2006)
- Diahnoz – cortometraggio (2009)

## Premi e riconoscimenti
- Festival di Cannes[2]
  - 2014 - Gran Premio della Settimana della critica per The Tribe
  - 2014 - In concorso per la Caméra d'or per The Tribe
- European Film Awards[3]
  - 2014 - Miglior rivelazione - Prix Fassbinder per The Tribe